# کلر دنی
کلر دِنی (فرانسوی: Claire Denis‎؛ زادهٔ ۲۱ آوریل ۱۹۴۶) هنرپیشه، کارگردان و فیلم‌نامه‌نویس اهل فرانسه است.
فیلم بلند او کار نیکو در لیست بهترین فیلم‌های تاریخ سینمای سایت اند ساوند در سال ۲۰۲۲ به انتخاب منتقدان در رده هفتم و در لیست کارگردان‌ها در رده چهاردهم قرار گرفت.
دنی برای فیلم ستاره‌ها هنگام ظهر (۲۰۲۲) برای نخل طلای جشنواره فیلم کن ۲۰۲۲ رقابت کرد. او برنده جایزه بزرگ شد و جایزه را با فیلم نزدیک لوکاس دونت به اشتراک گذاشت.

## زندگی شخصی و حرفه‌ای
کلر دنی در پاریس به دنیا آمد و دوران کودکی خود را در چندین کشور مختلف آفریقایی، به ویژه در کامرون گذراند. در بازگشت به فرانسه در سن ۱۲ سالگی، توسط یکی از معلمانش به سینمای هنری معرفی شد.
در سال ۱۹۷۲ از مدرسه فیلم فرانسه فارغ‌التحصیل شد و کارش را به عنوان دستیار کارگردان در سینما آغاز کرد. فیلم‌های پاریس، تگزاس و بال‌های هوس ساخته ویم وندرس و فیلم مغلوب قانون به کارگردانی جیم جارموش برخی از آثاری هستند که دنی به عنوان دستیار در آن‌ها حضور داشته‌است. ویم وندرس درباره حضور دنی به عنوان دستیار در فیلم‌هایش گفته است: "کلر بیش از اندازه آماده بود که فیلم‌های خودش را بسازد. اگر به او اجازه می‌دادم که به عنوان دستیار به کارش ادامه دهد، بسیار بی‌فایده بود."

## فیلم‌شناسی

### فیلم‌های بلند
- شکلات (۱۹۸۸)
- کار نیکو (۱۹۹۹)
- مزاحم (۲۰۰۴)
- ۳۵ پیک رام (۲۰۰۸)
- مادهٔ سفید (۲۰۰۹)
- حرامزاده‌ها (۲۰۱۳)[۶]
- بگذار آفتاب به داخل بتابد (۲۰۱۷)
- حیات والا (۲۰۱۸)
- ستاره‌ها هنگام ظهر (۲۰۲۲)